# Matsudaira Nobunori
Le vicomte Nobunori Matsudaira (松平 喜徳, 1855-1891) était un samouraï japonais de la fin de l'époque Edo, daimyō du domaine d'Aizu de 1868 à 1869. Fils de Tokugawa Nariaki du domaine de Mito, il a été adopté par Katamori Matsudaira pour lui succéder. Après une année de service en tant que daimyō, il démissionna, permettant au fils biologique de Katamori, Keizaburō (Kataharu), d'assumer le commandement. Nobunori est ensuite devenu le chef de la famille Matsudaira de Matsukawa, et a étudié à l'étranger, en France.

## Source de la traduction
- (en) Cet article est partiellement ou en totalité issu de l’article de Wikipédia en anglais intitulé « Matsudaira Nobunori » (voir la liste des auteurs).